# Lennart Lundén
Lennart Lundén, född 11 september 1914 i Ytterlännäs socken, död 18 november 1966 i Lidingö församling, var en svensk kompositör, dirigent, musikarrangör och musikpedagog.
Lundén, som var son till civilingenjör Sune Lundén och musiklärare Kerstin Afzelius, avlade studentexamen i Göteborg 1933 och högre musiklärarexamen 1938. Han blev kommunal musikledare i Katrineholms stad 1944, i Östersunds stad 1950 och i Lidingö stad 1954. Han framträdde som dirigent bland annat i Göteborg, Norrköping och i radio. Han tilldelades statens tonsättarstipendium 1939, Tage Books stipendium 1940 och stipendium ur Kungafonden 1957. Han var sakkunnig i 1947 års musikutredning och medlem av Föreningen svenska tonsättare. Han komponerade bland annat tre symfonier, kammaroperan Modellerna, två ouvertyrer, tre orkestersviter, kantater, kammarmusik och sånger. Han tilldelades Kungliga Musikaliska Akademiens jetong. Lennart Lundén är begravd på Norra begravningsplatsen utanför Stockholm.